# 董顺江
董顺江（2000年1月20日—），四川省成都市人，中国男子轮椅网球运动员。他代表中国队参加了2016年和2024年夏季残疾人奥林匹克运动会。
董顺江在2008年汶川大地震中在学校楼房的楼板倒塌之前将同学奋力推出门外舍己救人，而自己永远失去了右腿。他16岁时开始练习轮椅网球，他对于这项运动很好奇，他的偶像是瑞士网球运动员罗杰·费德勒。
他在2016年夏季残疾人奥林匹克运动会轮椅网球比赛中进入单打16强（第三轮），双打32强（第一轮）。在2022年亚洲残疾人运动会轮椅网球比赛上获得单打第四和双打进入八强。